# Neurey-lès-la-Demie
Neurey-lès-la-Demie és un municipi francès situat al departament de l'Alt Saona i a la regió de Borgonya - Franc Comtat. L'any 2007 tenia 338 habitants.

## Demografia

### Població
El 2007 la població de fet de Neurey-lès-la-Demie era de 338 persones. Hi havia 82 famílies, de les quals 24 eren unipersonals (12 homes vivint sols i 12 dones vivint soles), 27 parelles sense fills i 31 parelles amb fills.
La població ha evolucionat segons el següent gràfic:
Habitants censats

### Habitatges
El 2007 hi havia 81 habitatges, 79 eren l'habitatge principal de la família i 2 eren segones residències. 73 eren cases i 9 eren apartaments. Dels 79 habitatges principals, 53 estaven ocupats pels seus propietaris, 21 estaven llogats i ocupats pels llogaters i 5 estaven cedits a títol gratuït; 1 tenia dues cambres, 12 en tenien tres, 15 en tenien quatre i 51 en tenien cinc o més. 66 habitatges disposaven pel capbaix d'una plaça de pàrquing. A 33 habitatges hi havia un automòbil i a 40 n'hi havia dos o més.

### Piràmide de població
La piràmide de població per edats i sexe el 2009 era:
| Homes | Edats   | Dones |
| ----- | ------- | ----- |
| 0     | 95 o +  | 16    |
| 12    | 90 a 94 | 12    |
| 8     | 85 a 89 | 32    |
| 0     | 80 a 84 | 8     |
| 16    | 75 a 79 | 16    |
| 0     | 70 a 74 | 4     |
| 16    | 65 a 69 | 8     |
| 12    | 60 a 64 | 8     |
| 12    | 55 a 59 | 4     |
| 4     | 50 a 54 | 8     |
| 8     | 45 a 49 | 12    |
| 12    | 40 a 44 | 8     |
| 12    | 35 a 39 | 4     |
| 4     | 30 a 34 | 12    |
| 8     | 25 a 29 | 4     |
| 16    | 20 a 24 | 4     |
| 4     | 15 a 19 | 0     |
| 0     | 10 a 14 | 8     |
| 12    | 5 a 9   | 4     |
| 12    | 0 a 4   | 12    |

## Economia
El 2007 la població en edat de treballar era de 139 persones, 109 eren actives i 30 eren inactives. De les 109 persones actives 102 estaven ocupades (48 homes i 54 dones) i 7 estaven aturades (5 homes i 2 dones). De les 30 persones inactives 10 estaven jubilades, 10 estaven estudiant i 10 estaven classificades com a «altres inactius».

### Ingressos
El 2009 a Neurey-lès-la-Demie hi havia 82 unitats fiscals que integraven 199,5 persones, la mediana anual d'ingressos fiscals per persona era de 16.812 €.

### Activitats econòmiques
Dels 6  establiments que hi havia el 2007, 1 era d'una empresa de fabricació d'altres productes industrials, 1 d'una empresa de construcció, 2 d'empreses de transport, 1 d'una empresa financera i 1 d'una empresa immobiliària.
L'únic servei als particulars que hi havia el 2009 era una agència immobiliària.
L'any 2000 a Neurey-lès-la-Demie hi havia 5 explotacions agrícoles.

## Poblacions més properes
El següent diagrama mostra les poblacions més properes.